# Paul Morphy
Paul Charles Morphy (New Orleans, 22 juni 1837 — aldaar, 10 juli 1884) was een Amerikaans schaker. In de jaren vijftig van de 19e eeuw groeide hij snel uit tot een van de sterkste schakers van de wereld. In 1858, op 21-jarige leeftijd, had hij in de Verenigde Staten al geen concurrenten meer, stak over naar Europa, en versloeg ook daar iedereen die het tegen hem opnam. In december 1858 speelde hij een grote match tegen Anderssen te Parijs, die hij met 8-3 won.
| 8 | rd                                  | nd | bd | qd | kd |    | nd | rd |
| 7 | pd                                  | pd | pd | pd |    | pd | bd | pd |
| 6 |                                     |    |    |    |    |    |    |    |
| 5 |                                     |    |    |    |    |    | pd |    |
| 4 |                                     |    | bl |    | pl | pd |    |    |
| 3 |                                     |    |    |    |    | nl |    |    |
| 2 | pl                                  | pl | pl | pl |    |    | pl | pl |
| 1 | rl                                  | nl | bl | ql |    | rl | kl |    |
|   | a                                   | b  | c  | d  | e  | f  | g  | h  |
|   | Morphygambiet in het koningsgambiet |    |    |    |    |    |    |    |

Morphy bewees vooral in de speeltechniek bij open lijnen zijn grote superioriteit en legde ook in de verdediging grote vaardigheid aan de dag. In 1858 speelde hij blind simultaan tegen acht van Parijs' sterkste schakers met een score van +6=2. Morphy trok zich om gezondheidsredenen helemaal uit het schaakleven terug nadat hij in 1859 weer naar New York was gegaan; hij was psychisch ziek. Daarom werd Anderssen in de eerste helft van de jaren zestig nog steeds als primus inter pares beschouwd.
In de schaakopening koningsgambiet is het morphygambiet een bekende variant die in de tijd van de Romantiek vaak gespeeld werd.
De zetten zijn: 1.e4 e5 2.f4 ef 3.Pf3 g5 4.Lc4 Lg7 5.0-0

## Varia
Er zijn schaakverenigingen die de naam dragen van deze Amerikaanse schaker. In Nederland gaat het dan met name om de volgende verenigingen:
- Leidsch Studenten Schaak Genootschap "Morphy", een studentenschaakvereniging te Leiden, opgericht op 12 november 1863
- Morphy Schaakmat Combinatie te Den Helder, opgericht in 1902.